# گلنوود اسپرینگز (کلرادو)
گلنوود اسپرینگز (به انگلیسی: Glenwood Springs) شهری در ایالت کلرادو کشور ایالات متحده آمریکا است که جمعیت آن در سرشماری سال ۲۰۱۰ میلادی، ۹٬۶۱۴ نفر بوده‌است.